# Varennes-sur-Morge
Varennes-sur-Morge é uma comuna francesa na região administrativa de Auvérnia-Ródano-Alpes, no departamento Puy-de-Dôme. Estende-se por uma área de 4,95 km². Em 2010 a comuna tinha 423 habitantes (densidade: 85,5 hab./km²).